# Саутпорт (Індіана)
Саутпорт (англ. Southport) — місто (англ. city) в США, в окрузі Меріон штату Індіана. Населення — 2123 особи (2020).

## Географія
Саутпорт розташований за координатами 39°39′36″ пн. ш. 86°7′2″ зх. д. / 39.66000° пн. ш. 86.11722° зх. д. (39.659986, -86.117115).  За даними Бюро перепису населення США в 2010 році місто мало площу 1,63 км², уся площа — суходіл.

## Демографія
Згідно з переписом 2010 року, у місті мешкало 1712 осіб у 696 домогосподарствах у складі 484 родин. Густота населення становила 1052 особи/км².  Було 763 помешкання (469/км²).
Расовий склад населення:
| - 94,1 % — білих - 1,8 % — чорних або афроамериканців - 1,1 % — азіатів - 0,1 % — корінних американців - 1,8 % — осіб інших рас |

До двох чи більше рас належало 1,2 %. Частка іспаномовних становила 3,4 % від усіх жителів.
За віковим діапазоном населення розподілялося таким чином: 22,1 % — особи молодші 18 років, 62,2 % — особи у віці 18—64 років, 15,7 % — особи у віці 65 років та старші. Медіана віку мешканця становила 41,3 року. На 100 осіб жіночої статі у місті припадало 92,6 чоловіків;  на 100 жінок у віці від 18 років та старших — 90,0 чоловіків також старших 18 років.
Середній дохід на одне домашнє господарство  становив 61 564 долари США (медіана — 54 828), а середній дохід на одну сім'ю — 68 484 долари (медіана — 62 639). Медіана доходів становила 40 436 доларів для чоловіків та 36 250 доларів для жінок. За межею бідності перебувало 11,8 % осіб, у тому числі 21,1 % дітей у віці до 18 років та 5,8 % осіб у віці 65 років та старших.
Цивільне працевлаштоване населення становило 1087 осіб. Основні галузі зайнятості: освіта, охорона здоров'я та соціальна допомога — 20,7 %, науковці, спеціалісти, менеджери — 12,2 %, виробництво — 12,0 %.